# Luke Thompson
Luke Thompson (Southampton, 4 luglio 1988) è un attore britannico, attivo in campo teatrale, televisivo e cinematografico.

## Biografia
Luke Thompson è cresciuto vicino a Parigi, dato che il padre lavorava come ingegnere a Disneyland Paris. Tornato nel Regno Unito, Thompson ha studiato letteratura inglese e teatro all'Università di Bristol e recitazione alla Royal Academy of Dramatic Art, laureandosi nel 2013.
Ha fatto il suo esordio sulle scene nel 2013, interpretando Lisandro in Sogno di una notte di mezza estate al Shakespeare's Globe, un'interpretazione che gli è valsa candidature all'Evening Standard Theatre Award al miglior debuttante e all'Ian Charleson Award.
L'esordio sul piccolo schermo è avvenuto l'anno successivo in un episodio di The Suspicions of Mr Whicher, a cui è seguito il ruolo principale di Simon nella serie televisiva In the Club. Dal 2020 interpreta Benedict Bridgerton nella serie di Netflix Bridgerton, per cui ottiene una candidatura Screen Actors Guild Award per il miglior cast in una serie drammatica. Il debutto cinematografico invece risale al 2017 con il film Dunkirk.
Molto attivo in campo teatrale, Thompson ha recitato spesso in opere shakespeariane e di altri autori del rinascimento inglese, tra cui Giulio Cesare (2014), Il cuore infranto (2015), Amleto (2017) e Re Lear (2018), in cui ha sostituito Jonathan Bailey, suo futuro collega in Bridgerton, nel ruolo di Edgar. Nel 2023 ha recitato accanto a James Norton in A Little Life, in cartellone nel West End londinese, e per la sua interpretazione nel ruolo di Willelm ha ottenuto una candidatura al Laurence Olivier Award al miglior attore non protagonista.

## Filmografia

### Cinema
- Dunkirk, regia di Christopher Nolan (2017)
- Making Noise Quietly, regia di Dominic Dromgoole (2019)
- Il concorso (Misbehaviour), regia di Philippa Lowthorpe (2020)

### Televisione
- The Suspicions of Mr Whicher - serie TV, 1 episodio (2014)
- In the Club - serie TV, 12 episodi (2014-2016)
- Kiss Me First - serie TV, 2 episodi (2019)
- Bridgerton - serie TV (2020-in corso)
- Transatlantic - serie TV, 6 episodi (2023)

## Teatro
- Sogno di una notte di mezza estate di William Shakespeare, regia di Dominic Dromgoole. Shakespeare's Globe di Londra (2013)
- Blue Stockings di Jessica Swale, regia di John Dove. Shakespeare's Globe di Londra (2014)
- Giulio Cesare di William Shakespeare, regia di Dominic Dromgoole. Shakespeare's Globe di Londra (2014)
- Tiger Country testo e regia di Nina Raine. Hampstead Theatre di Londra (2014)
- Il cuore infranto di John Ford, regia di Caroline Steinbeis. Sam Wanamaker Playhouse di Londra (2015)
- Orestea di Eschilo, regia di Robert Icke. Almeida Theatre di Londra (2015)
- Amleto di William Shakespeare, regia di Robert Icke. Almeida Theatre e Harold Pinter Theatre di Londra (2017)
- Re Lear di William Shakespeare, regia di Jonathan Munby, con Ian McKellen. Duke of York's Theatre di Londra (2018)
- A Little Life di Ivo van Hove e Hanya Yanagihara, regia di Ivo van Hove. Harold Pinter Theatre di Londra (2023)
- Pene d'amor perdute di William Shakespeare, regia di Emily Burns. Royal Shakespeare Theatre di Stratford-upon-Avon (2024)

## Doppiatori italiani
Nelle versioni in italiano delle opere in cui ha recitato, Luke Thompson è stato doppiato da:
- Alessandro Campaiola in Bridgerton,[7] Transatlantic[8]